# سنت اگنس، کورن‌وال
سنت اگنس (به انگلیسی: St Agnes) یک روستا و محله مدنی در بریتانیا است که در کورنوال واقع شده‌است. سنت اگنس ۷٬۵۶۵ نفر جمعیت دارد.